# Функе, Кристиан
Кристиан Функе (нем. Christian Funke, род. 18 апреля 1949, Дрезден) — немецкий скрипач.
Окончил Дрезденскую высшую школу музыки (1966), затем учился в аспирантуре Московской консерватории у Игоря Безродного. С 1972 г. концертмейстер Саксонской государственной капеллы, затем с 1979 г. концертмейстер и солист Лейпцигского оркестра Гевандхаус. С 1987 г. возглавляет в качестве дирижёра и концертмейстера Лейпцигский Баховский оркестр. С 1986 г. профессор Веймарской высшей школы музыки.
Записал концерт для скрипки с оркестром П. И. Чайковского, ряд камерных сочинений (с пианистами Г. Калигой или П. Рёзелем).
1. ↑  Christian Funke (2) // Discogs (англ.) — 2000.